# Piroga

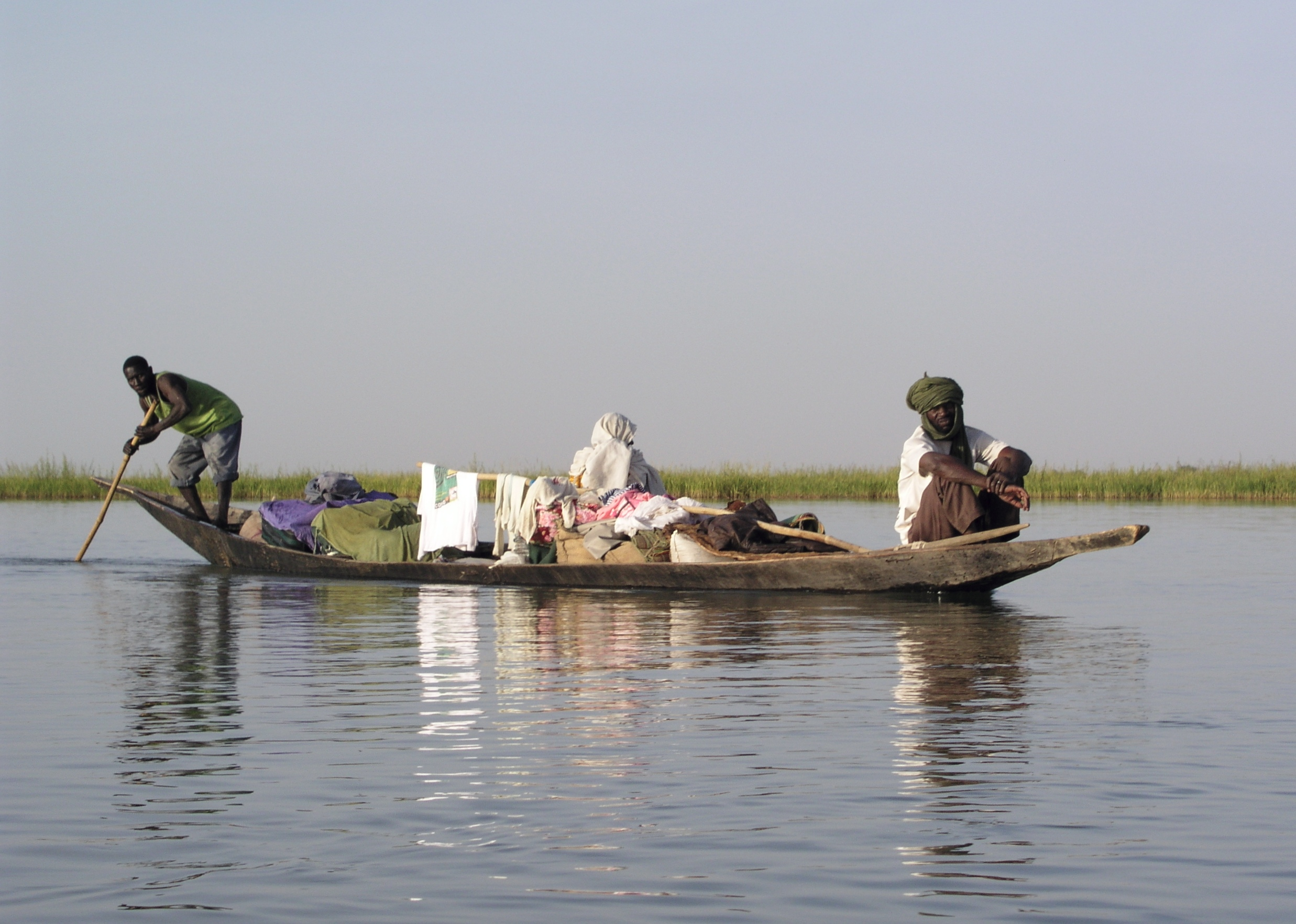
Una piroga sul fiume Niger in Mali

Una piroga è una piccola imbarcazione simile ad una canoa generalmente associata ai pescatori dell'Africa dell'Ovest e ai Cajuns delle paludi della Louisiana, realizzata scavando un tronco d'albero (le imbarcazioni realizzate in questa maniera vengono chiamate "dugout").
Può essere indifferentemente a vela o a remi.
Si ritiene sia originaria delle Isole Antille e che sia stata in uso anche tra i popoli preistorici, veniva anche usata dalle popolazioni caraibiche primitive per percorrere brevi tratti fluviali: non è infatti adatta per tratte lunghe o in notturna, ma la sua struttura la rende molto leggera, in modo da essere facilmente tirata a secco e dando la possibilità di ruotarla comodamente su sé stessa in modo da scolare via l'acqua che potrebbe essere entrata al suo interno. Le piroghe vennero utilizzate lungo le acque interne dell'Italia settentrionale come galleggianti per sostenere traghetti o ponti  fino all'XI secolo, mentre nell'Europa orientale furono impiegate fino al XV secolo.

## Etimologia
L'etimologia del nome è ancora causa di studio: 
- alcuni ritengono derivi dal nome del pesce principalmente cacciato dagli utilizzatori di queste imbarcazioni: il Pira;
- altri sostengono che derivi dalla parola malese per imbarcazione: Phrao;
- un'altra ipotesi è che derivi da πὺρ (parola greca che indica il "fuoco"), in quanto uno dei metodi per realizzare una dugout è l'utilizzo di fuochi controllati;
- fra le teorie più accreditate è quella secondo cui il nome provenga dallo spagnolo "piragua" [piˈɾaɣwa], dato che furono proprio gli spagnoli a colonizzare per primi i popoli che ne facevano uso.